# Любовь (фильм, 2024)
«Любовь» (норв. Kjærlighet) — художественный фильм норвежского режиссёра Дага Йохана Хёугеруда с Андреа Брейн Ховиг, Тайо Ситтаделлой Якобсеном и Томасом Гуллестадом в главных ролях. Премьера состоялась в сентябре 2024 года на 81-м Венецианском кинофестивале, в рамках основной программы.

## Сюжет
Фильм стал второй частью трилогии Дага Йохана Хёугеруда, посвящённой человеческим взаимоотношениям и сексуальности.

## В ролях
- Андреа Брейн Ховиг[англ.] — Марианна
- Тайо Ситтаделла Якобсен — Тор
- Томас Гуллестад — Оле Харальд
- Марте Энгебритсен — Хейди[2]

## Релиз и оценки
В сентябре 2024 года картину показали на 81-м Венецианском кинофестивале, в рамках основной программы.